# Apodacra ljudmilae
Apodacra ljudmilae är en tvåvingeart som beskrevs av Yu. G. Verves 1980. Apodacra ljudmilae ingår i släktet Apodacra och familjen köttflugor.
Artens utbredningsområde är Armenien. Inga underarter finns listade i Catalogue of Life.